# Cólico equino

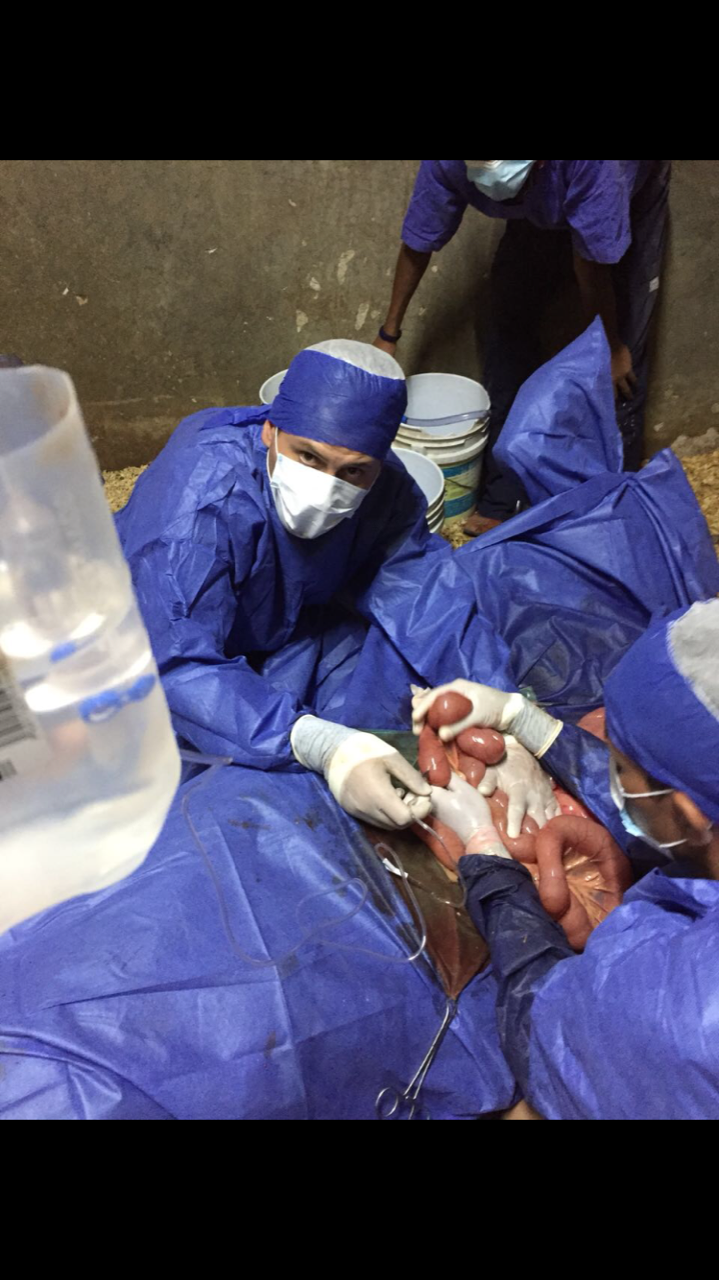
Cirugía de emergencia en campo de cólico equino.

El cólico equino corresponde a un dolor agudo acompañado de predominio vagal que causa espasmos desde el estómago a las últimas porciones intestinales. 
Es una urgencia veterinaria, que si no es atendida puede terminar con la muerte del animal equino:
El cólico es más bien un síndrome que un diagnóstico, y abarca todas las causas de dolor abdominal, relacionadas con el tracto digestivo o no.

## Etiología
La etiología para el cólico equino varia según el tipo, pero en cada uno de ellos existe un aumento de volumen y de presión en algún segmento digestivo.

### Impactación de flexura pélvica
Consiste en una compactación de alimento en una parte del colon izquierdo conocida como "flexura pélvica", donde el intestino se estrecha y hace un giro de 180°. Generalmente responde bien al tratamiento médico, pero los casos más graves pueden no resolverse sin cirugía. Si los casos graves no se tratan pueden ser fatales. La causa más común es que el caballo está en el box y/o consume grandes cantidades de paja, o tiene una enfermedad que le impide masticar adecuadamente. Un veterinario puede diagnosticarlo por palpación rectal.

### Cólico espasmódico
Es consecuencia del aumento de las contracciones peristálticas en el tracto gastrointestinal. Puede estar causado por parasitosis, temperamento del caballo, estrés, alimento enmohecido... Los síntomas son leves y responde bien a fármacos espasmolíticos y analgésicos.

### Impactación deíleon
Puede estar causado por obstrucción de la ingesta, ascáridos (Parascaris equorum) o cestodos (Anoplocephala perfoliata).

### Impactación de arena

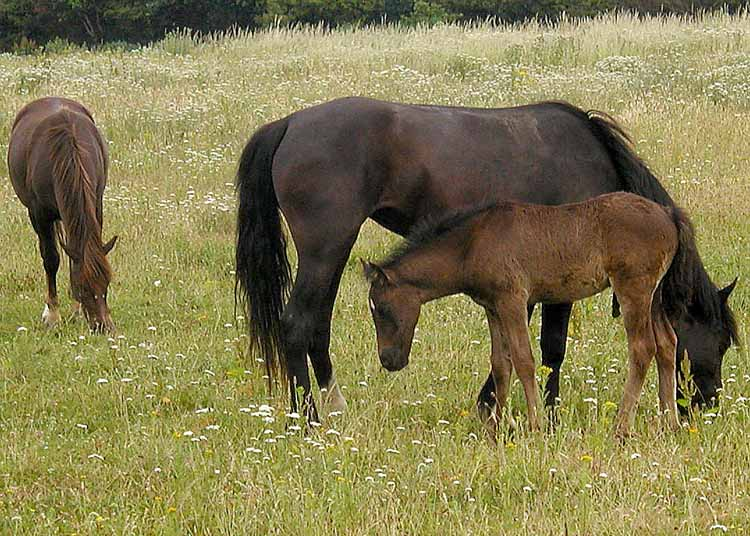
Caballos pastando.

Es más probable en caballos que pacen en praderas arenosas o muy pastadas, en las que queda poco material comestible, de hecho el término arena incluye suciedad. Esta patología predispone a infecciones de Salmonella. 
La arena/suciedad ingerida se acumula en la flexura pélvica, colon dorsal derecho y ciego, irrita la mucosa y provoca diarrea. El peso y la erosión de la arena hace que la pared del intestino se inflame, se reduzca la motilidad del colon e incluso peritonitis.
Históricamente se ha tratado con laxantes, como parafina líquida o aceite, y con cáscara de Plantago. Recientemente se está tratando con probióticos, prebióticos y combinaciones de Plantago, aunque a veces se puede requerir cirugía. La mayoría de veterinarios recomiendan un buen manejo para reducir la ingesta de arena y el uso de tratamientos profilácticos que la retiren.

### Enterolito
En caballos son bolas redondas de depósitos minerales, formados a menudo alrededor de un cuerpo extraño como arena o grava. Al moverse pueden obstruir el intestino, y aunque no son una causa común de cólico tienen una alta prevalencia en lugares con suelo arenoso o donde se alimenta con alfalfa en abundancia, como California. Cuando se diagnostica suele precisar cirugía.

### Grandes nematodos
Se ve con más frecuencia en potros como consecuencia de altas infestaciones de Parascaris equorum, que pueden causar un bloqueo y ruptura del intestino delgado. La desparasitación de caballos altamente infestados puede provocar una reacción inmune grave a los gusanos muertos, lo que daña la pared intestinal y ocasiona peritonitis, por lo que los veterinarios tratan este tipo de animales con corticoides para reducir la respuesta inflamatoria a los gusanos muertos. Los bloqueos del intestino, particularmente del íleon, pueden precisar cirugía.
Los caballos desarrollan inmunidad a los parascáridos entre los 6 meses y el año, por lo que esta enfermedad es rara en adultos.

### Cestodos
Los cestodos en la unión del ciego pueden ser causantes de cólico. La especie más común en caballos es Anoplocephala perfoliata.
No obstante, en 2008 un estudio en Canadá probó que no había conexión entre los cestodos y el cólico, contradiciendo estudios realizados en Reino Unido.

### Ciatostomas
La diarrea aguda puede estar causada por ciatostomas o pequeños estrongílidos que se enquistan como larvas en la pared del intestino, especialmente si emergen simultáneamente en gran número. Los cambios patológicos del intestino grueso dan un moteado grisáceo característico a la mucosa del mismo. La enfermedad es más frecuente en invierno.

### Desplazamiento dorsal a la izquierda

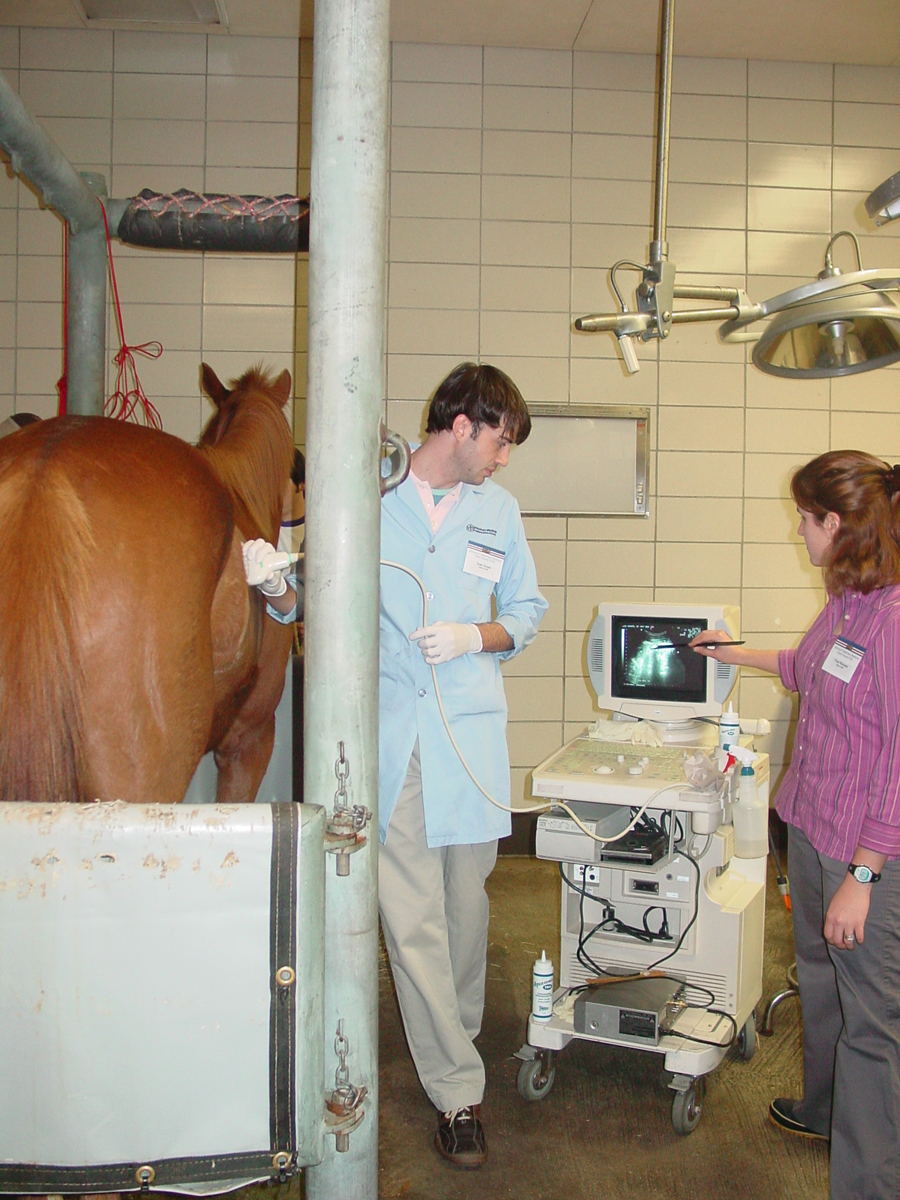
Estudiante realizando ecografía abdominal a un caballo.

Se da cuando el colon dorsal izquierdo queda atrapado sobre el bazo y contra el ligamento nefroesplénico. Puede necesitarse cirugía, aunque a menudo se resuelve con ejercicio y/o fenilefrina. A veces se corrige médicamente con anestesia y haciendo rodar al caballo en el sentido de las agujas del reloj. El veterinario lo diagnostica por palpación rectal o ecografía.

### Desplazamiento dorsal a la derecha
Este es otro tipo de desplazamiento del intestino grueso. Aunque los síntomas de cólico pueden no ser graves, la cirugía es generalmente el único tratamiento disponible.

### Torsión
Varias partes del tracto gastrointestinal del caballo pueden retorcerse sobre sí mismas. Lo más probable es que se dé o en el intestino delgado o en parte del colon. La obstrucción del aporte sanguíneo hace que sea una enfermedad dolorosa de agravamiento acelerado que requiere cirugía de emergencia.

### Intususcepción
En este tipo de cólico una parte del intestino se introduce dentro de otra. Es más frecuente en el intestino delgado de caballos jóvenes y requiere cirugía de urgencia.

### Atrapamiento epiploico
En raras ocasiones una porción del intestino delgado puede quedarse atrapada en el agujero epiploico. El aporte sanguíneo de esta sección queda inmediatamente ocluido y el único tratamiento es la cirugía.

### Lipoma estrangulante
Se trata de un tumor benigno adiposo que puede formarse en el mesenterio. Cuando el tumor aumenta, estira el tejido conectivo en un pedúnculo que puede enrollarse alrededor de un segmento del intestino, usualmente intestino delgado, cortando el aporte sanguíneo. Es necesario intervenir quirúrgicamente.

### Atrapamiento en rotura mesentérica
El mesenterio es una fina lámina fijada a lo largo de todo el intestino, que incluye los vasos sanguíneos, linfonodos y nervios. Ocasionalmente se puede producir una pequeña rotura a través del cual puede entrar un trozo de intestino. Como en el atrapamiento epiploico, el intestino primero se alargue, y dado que las arterias no se ocluyen tan fácilmente como las venas, se produce edema. A medida que el intestino se alarga, va siendo más improbable que sea capaz de salir de la zona de atrapamiento. Este problema también requiere corrección quirúrgica.

### Úlcera gástrica

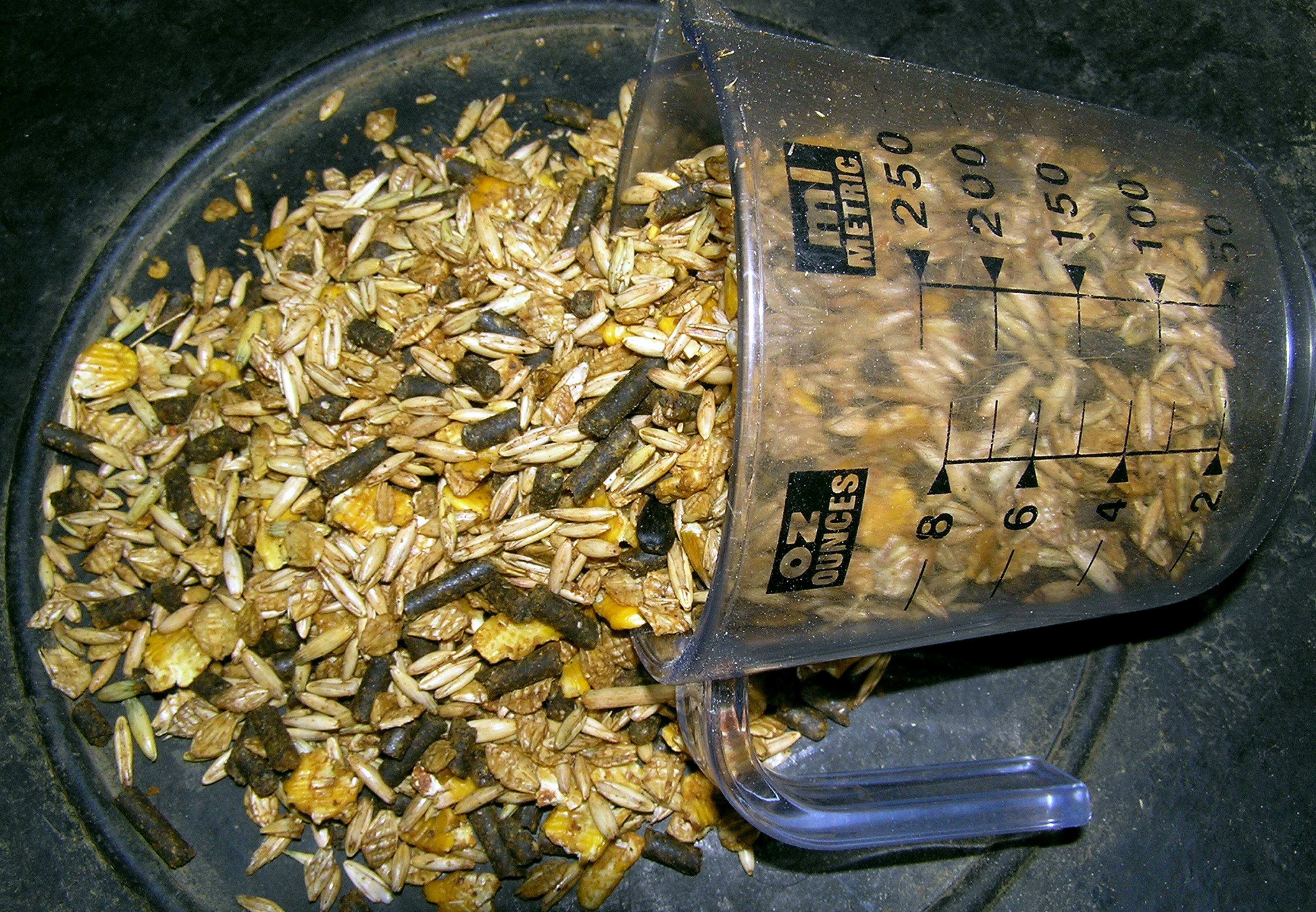
Pienso granulado.

En el estómago de los caballos se producen úlceras con frecuencia, pero las úlceras sangrantes que llevan a ruptura gástrica son raras.
Los factores de riesgo son: confinamiento, alimentación infrecuente, alta proporción de pienso concentrado, exceso de fármacos no esteroideos, estrés por embarque o espectáculos, etc. Los antiácidos son menos efectivos en caballos que en humanos, porque los caballos producen ácido gástrico casi constantemente mientras los humanos principalmente cuando se está comiendo. El manejo de la alimentación es crítico.

### Otras causas
Los síntomas de cólico también pueden ser causados fuera del tracto gastrointestinal por problemas en: riñón, ovario, testículo, bazo o pleura. Además, el cólico también se da en enfermedades como la laminitis o la rabdomiólisis.

## Tipos de cólico equino

### Dilatación gástrica primaria
- Corresponde al cólico más común (60% de los casos).
- Se producen espasmos en el intestino delgado, cerca del píloro.
- Esta compresión causa una dilatación gástrica, provocando la salida de plasma sanguíneo al abdomen.
- Ocurre policitemia.

### Dilatación gástrica secundaria
- En este caso, el espasmo ocurre antes del ciego.
- Esta dilatación causa la desaparición de la hendidura del ijar.

### Cólico intestinal
- El espasmo ocurre después del ciego.
- En este caso es imposible palpar rectamente.

## Patogenia

### Obstrucción simple
Se caracteriza por una obstrucción física del intestino por: alimentos compactados, formación de estenosis intestinales, o cuerpos extraños. La primera alteración que se produce está relacionada con el líquido que queda atrapado en el intestino oral a la obstrucción. Esto se debe a la gran cantidad de líquido que se produce en el tracto gastrointestinal superior (alrededor de 125 litros diariamente), y el hecho de que es reabsorbido principalmente en el intestino caudal a la obstrucción. El problema de esta pérdida de fluido de la circulación es un descenso del volumen de plasma, que lleva a una reducción del gasto cardíaco y a desequilibrios ácido-base.
También hay graves repercusiones en el propio intestino, que se distiende por el líquido retenido y por la producción de gas de las bacterias. Esta distensión, y la subsiguiente activación de mecanorreceptores de distensión de la pared intestinal, es lo que provoca el dolor. Por esta distensión progresiva se produce la oclusión de los vasos sanguíneos, primero venas y después arterias (por la menor rigidez de las paredes de las venas). El deterioro del aporte sanguíneo lleva inicialmente a hiperemia y congestión, y luego a isquemia, necrosis y muerte celular. El pobre aporte sanguíneo afecta también al endotelio vascular, produciendo un aumento de la permeabilidad que al principio resulta en una pérdida de plasma, y finalmente en sangre en la luz intestinal.
Por otro lado, las bacterias gram-negativas y las endotoxinas pueden llegar al torrente circulatorio y producir efectos sistémicos.

### Obstrucción estrangulante
Tienen las mismas características patológicas que una obstrucción simple, pero el aporte sanguíneo se ve afectado inmediatamente. Tanto arterias como venas pueden estar afectadas inmediatamente, o progresivamente como en una obstrucción simple.
Las causas comunes de obstrucción estrangulante son: intususcepción, vólvulo, y desplazamiento de intestino a través de un agujero (como una hernia, una rotura de mesenterio o el agujero epiploico).

### Infarto no estrangulante
Se impide el aporte sanguíneo a una parte del intestino en ausencia de obstrucción por alimentos. La causa más común es la infección por larvas de Strongylus vulgaris, que se desarrollan en la arteria mesentérica (principalmente en la craneal).

## Cuadro clínico
- Intranquilidad
- Aumento de sudoración
- Escarbar el suelo
- Estiramientos
- Intentos frecuentes de orinar

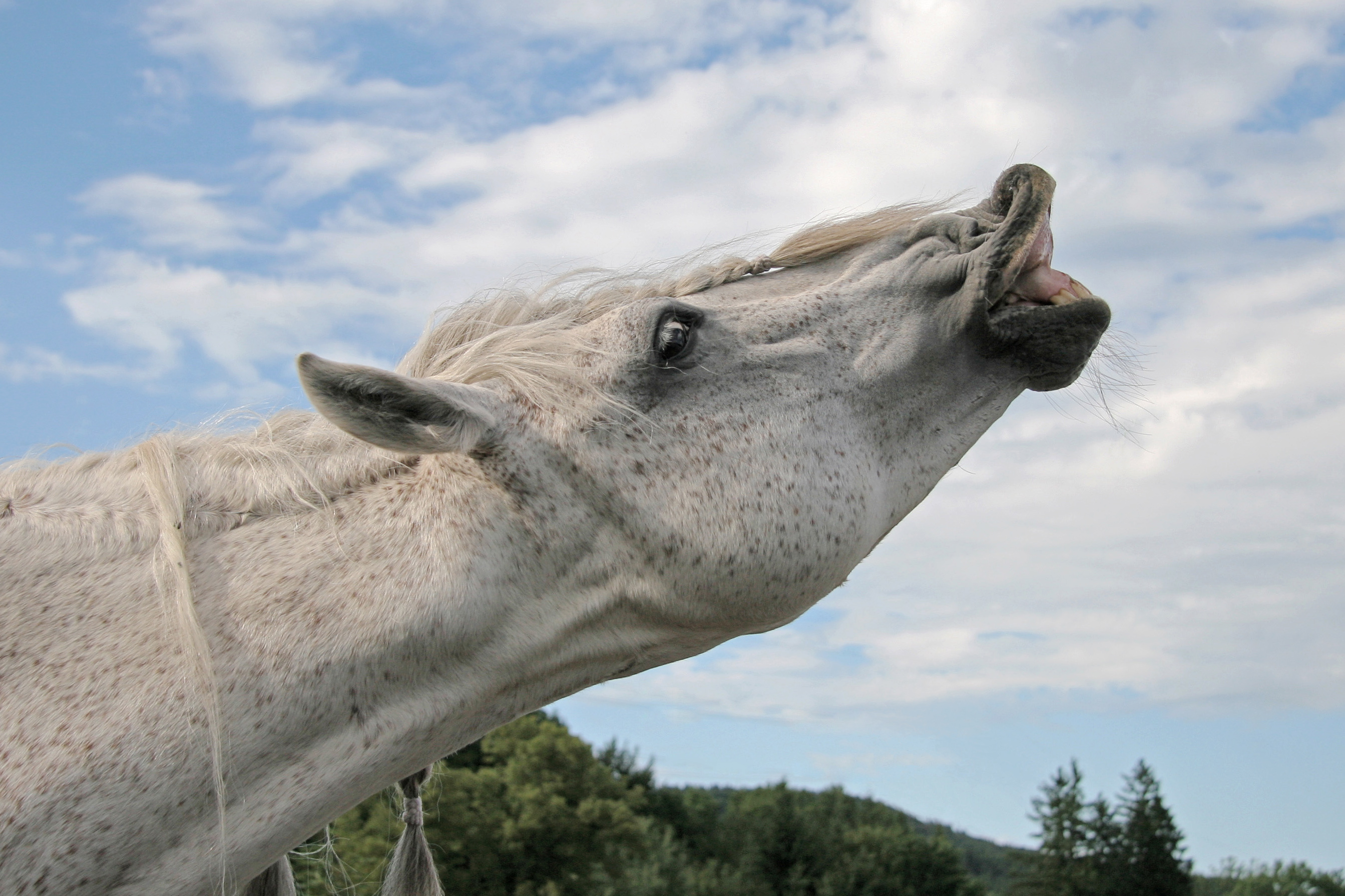
Reflejo de Flehmen.

- Mirarse los flancos girando la cabeza para ver el estómago y/o los cuartos traseros
- Repetir el reflejo de Flehmen
- Morder/arañar el estómago
- Pasearse
- Tumbarse y levantarse repetidamente
- Rodar
- Gemir
- Bruxismo
- Ptialismo
- Anorexia
- Estreñimiento
- Taquicardia
- Cianosis

## Diagnóstico
Lo más determinante es valorar si se debe resolver médica o quirúrgicamente. Si está indicada la cirugía debe realizarse sin demora, puesto que un retraso puede ser fatal.

### Historia
Se recogen datos como: edad, sexo, actividad reciente, dieta y cambios recientes de la misma, tratamientos antihelmínticos... Siendo el tiempo sucedido desde la aparición de los síntomas uno de los factores más importantes de cara al pronóstico.

### Parámetros cardiovasculares
La frecuencia cardíaca se eleva progresivamente debido al dolor y al descenso de volumen circulante. Un pulso que continúa elevándose a pesar de la administración de analgésicos es una indicación quirúrgica.
El color de las mucosas permite apreciar el grado de compromiso circulatorio. El enrojecimiento de las membranas es una señal de mal pronóstico, y la cianosis revela pocas posibilidades de resolución positiva del caso.
Las pruebas de laboratorio se realizan para valorar el estado cardiovascular del individuo. El aumento del hematocrito se considera significativo, y también se puede medir la proteína total como ayuda para determinar la cantidad de proteína perdida en el intestino. La interpretación conjunta de ambos parámetros permite estimar el estado de hidratación.

### Palpación rectal
Una prueba clave para el diagnóstico de cólico son las repetidas palpaciones rectales, ya que muchas enfermedades del intestino grueso pueden diagnosticarse de forma definitiva solo por este método. También pueden detectarse hallazgos inespecíficos, como la distensión de las asas de intestino delgado, que juegan un papel importante para determinar la necesidad de cirugía.

### Intubación nasogástrica
Pasar un tubo nasogástrico es útil tanto de cara al diagnóstico como al tratamiento. El reflujo gástrico aumenta en caso de obstrucción debido al retorno de fluido intestinal al estómago. Este hallazgo es importante, pues representa un avanzado estado de cólico y a menudo es una indicación de cirugía.
A nivel terapéutico permite la descompresión gástrica, lo que puede evitar la rotura gástrica que es inevitablemente mortal.

### Abdominocentesis
La extracción de fluido del peritoneo puede ayudar a evaluar el estado del intestino. Un fluido sanguinolento indica infarto y generalmente es necesario intervenir quirúrgicamente. Un fluido turbio sugiere un aumento de glóbulos blancos, lo que significa que la enfermedad está relativamente avanzada. El nivel de proteína del líquido abdominal puede analizarse y dar información de la integridad de los vasos sanguíneos intestinales.

### Distensión abdominal
Cualquier grado de distensión abdominal suele indicar alteraciones en el intestino grueso, mientras que la distensión de estructuras anteriores a este punto pueden no ser lo suficientemente grandes como para verse externamente.

### Auscultación del abdomen
Generalmente realizada en el cuarto cuadrante puede ser una herramienta útil. El aumento de los borborigmos sin grandes cambios pueden ser indicativos de cólico espasmódico. El descenso del sonido o la ausencia del mismo sugieren alteraciones graves.

### Heces
La cantidad y el aspecto pueden ser datos útiles, pero como el origen del problema a menudo está lejos del ano los cambios pueden tardar en verse. En las zonas en las que sea común la impactación de arena o si la historia sugiere esa posibilidad, debe buscarse arena en las heces, ya sea por inmersión en agua o por su textura.

## Tratamiento
El tratamiento para colico equino se inicia con sondaje nasogástrico que se utiliza como diagnóstico y como fin terapéutico: Para descomprimir y lavar el estómago y como via para administrar medicamentos y con el fin de prevenir una rotura gástrica. Si hay gran distension abdominal, se realiza punción cecal, en la fosa del ijar derecho, siguiendo los procesos de la técnica.
Luego, para controlar el dolor y facilitar el manejo del caballo para iniciar los procedimientos diagnósticos, se administra un conjunto de analgésicos dependiendo de cada caballo: Dipirona + hioscina, xilacina y flunixin meglumine. A su vez, antes de administrar los analgésicos, es de vital importancia evaluar la hidratación del animal, si el caballo se encuentra en deshidratación primero proceder a la fluidoterapia para evitar la toxicidad renal.
Se inicia inmediatamente un tratamiento quirúrgico si en las pruebas complementarias como la palpación rectal y la ecografía se encuentra un hallazgo en el cambio de la anatomía digestiva que comprometa la vida del caballo y no se pueda resolver solo con tratamiento médico. Se administran antibióticos como penicilina y estreptomicina, gentamicina, metronidazol de acuerdo a los resultados del examen físico y la analítica sanguínea, con el fin de controlar el microbiota y la enteritis anterior.
Al cabo de las 24 – 36 horas si el equino sigue manifestando un dolor incontrolable a pesar del tratamiento médico, se indica tratamiento quirúrgico para incidir directamente en el sistema digestivo y corregir la causa del colico equino.

## Profilaxis

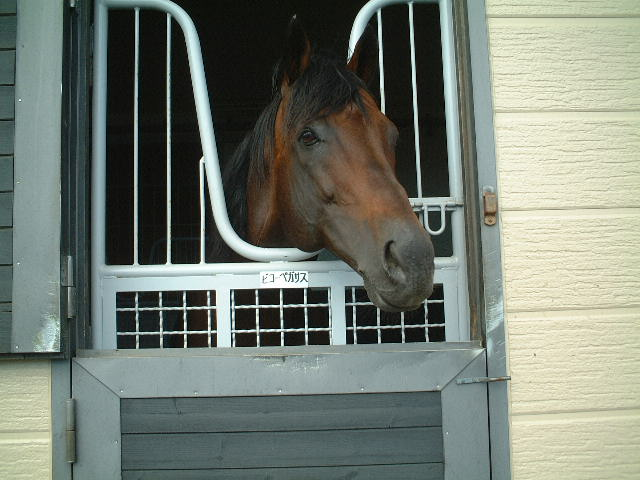
Caballo estabulado.

La incidencia de cólico puede reducirse: 
- Restringiendo el acceso a carbohidratos simples.
- Proporcionando pienso y agua de bebida limpios.
- Previniendo la ingesta de arena usando comederos elevados.
- Con un horario de alimentación regular.
- Con desparasitaciones periódicas.[7]
- Con un cuidado dental adecuado.
- Evitando cambios bruscos de dieta cuantitativos y cualitativos.
- Previniendo las insolaciones.
- Utilizando técnicas de manejo para retrasar la velocidad de consumo, en aquellos caballos que devoran su pienso con rapidez.
- Evitando el confinamiento en establos.[8]

El ideal es que un caballo disponga de 18 horas al día para pastar, como en la naturaleza, aunque muchas veces es difícil de conseguir en caballos de competición, aquellos que son embarcados, o si tienen acceso a pastos exuberantes y por ello riesgo de laminitis.